# Probosca
Probosca es un género de coleóptero de la familia Oedemeridae.

## Especies
Las especies de este género son:
- Probosca afroarabica
- Probosca batesi
- Probosca comata
- Probosca elongatipennis
- Probosca handlirschii
- Probosca nodieri
- Probosca maraisi
- Probosca pardalis
- Probosca tenera
- Probosca aethiopica
- Probosca boiteli
- Probosca hispanica
- Probosca marginata
- Probosca nigra